# Uwe Fellensiek
Uwe Fellensiek (* 30. August 1955 in Osnabrück) ist ein deutscher Schauspieler und Musiker.

## Leben
Uwe Fellensiek wurde als Sohn des Bergbau-Ingenieurs Erich Fellensiek und dessen Frau Anna geboren. 1960 zog die Familie nach Bochum; er besuchte dort die Grundschule und danach bis 1971 die Theodor-Körner-Schule. Nach einem Schulverweis besuchte er ab 1972 die Goethe-Schule.
Seine Karriere als Musiker begann bei seiner ersten Band Llanfaire, mit der er auf kleineren Festen spielte. Als er 1974 in eine Wohngemeinschaft zog, knüpfte er Kontakte zu der Band Bertha & Friends, mit der er schließlich auf Tour durch Deutschland, die Beneluxstaaten und Frankreich ging. Nebenbei besuchte er weiter die Schule und legte das Abitur ab.
Im Anschluss begann er in Aachen ein Bergbaustudium, das er allerdings wieder abbrach. Er kehrte nach Bochum zurück und gründete dort die Kneipe Spektrum. Nebenbei studierte er Sport und Englisch an der Ruhr-Universität Bochum. Nach Insolvenz des Lokals besann er sich wieder auf die Musik mit der Band Kowalski. Nach der Veröffentlichung seiner Schallplatte Schlagende Wetter ging er 1981 auf Tournee. Er begann ein Soloprojekt und bekam einen Vertrag bei Virgin Records.
1981 bekam Uwe Fellensiek eine Rolle im ersten Schimanski-Tatort Duisburg-Ruhrort. Anschließend arbeitete er für ein Jahr am Theaterprojekt A Clockwork Orange. Er spielte unter anderem in den Filmen Egomania Insel ohne Hoffnung (1986) und Wonderbeats – Kings of Beat (1990). Bekannt wurde er vor allem in seinen Rollen in den Filmen Manta Manta (1991) und Voll normaaal (1994).
Fellensiek gehörte zur festen Besetzung in der RTL-Fernsehserie Im Namen des Gesetzes (1996–1998). Ende 1997 nahm er das Angebot für die Serie SK Kölsch an und blieb bis zum Ende der Serie 2006 einer der Hauptdarsteller. Von 2008 bis 2010 sah man ihn in der Serie Notruf Hafenkante. Nach der Operation eines Bandscheibenvorfalls 2009 und einer darauffolgenden Infektion verbrachte er einige Zeit im Rollstuhl. 2010 kehrte er in seinen Beruf als Schauspieler zurück.
Uwe Fellensiek lebt heute auf einem Wasserschloss in Belgien und widmet sich größtenteils seiner Musik. Er ist Geschäftsführer der Firma Castle Voices Entertainment. Er hat einen Sohn (* 1996).

## Filmografie (Auswahl)
- 1981: Fünf Flaschen für Angelika
- 1981: Tatort: Duisburg-Ruhrort
- 1983: Rote Erde (Fernsehserie, 5 Folgen)
- 1986: Egomania – Insel ohne Hoffnung
- 1987: Der Alte (Fernsehserie, Folge 11x01)
- 1987: Kinder aus Stein (TV)
- 1987: Hafendetektiv (Fernsehserie, Folge 1x05)
- 1987: Hans im Glück (Mini-Serie, 7. Teil)
- 1988–2000: Der Fahnder (Fernsehserie, 4 Folgen)
- 1988: Reporter – Die braune Front (Fernsehserie)
- 1989: Aufs Ganze (TV)
- 1990–2007: Ein Fall für zwei (Fernsehserie, 5 Folgen)
- 1990: The Wonderbeats – Kings of Beat
- 1991: Manta Manta
- 1992: Tatort: Der Mörder und der Prinz
- 1992, 1998: Wolffs Revier (Fernsehserie, Folgen 1x10, 7x09)
- 1993: Eurocops (Fernsehserie, Folge 6x02)
- 1994: Voll normaaal
- 1995: A.S. (Fernsehserie)
- 1995: Und tschüss! (Fernsehserie, Folge 1x06)
- 1995: Die Kommissarin (Fernsehserie, Folge 2x02)
- 1996: Alles nur Tarnung
- 1996–1998: Im Namen des Gesetzes (Fernsehserie, 33 Folgen)
- 1997: Agentenfieber (TV)
- 1997: Faust (Fernsehserie, Folge 4x01)
- 1997: Wildbach (Fernsehserie, Folge 4x12)
- 1997: Küstenwache (Fernsehserie, Folge 1x09)
- 1999: Ein Großes Ding (TV)
- 1999–2006: SK Kölsch (Fernsehserie, 81 Folgen)
- 1999: Ein Mann für gewisse Sekunden (TV)
- 1999: Morgen gehört der Himmel dir (TV)
- 2003: Dirty Sky
- 2005: Polizeiruf 110: Vollgas (Fernsehreihe)
- 2006: Goldene Zeiten
- 2007: In aller Freundschaft (Fernsehserie, Folge 10x24)
- 2008: Chaostage – We Are Punks!
- 2009: Der Landarzt (Fernsehserie, Folge 18x05)
- 2009: Der Dicke (Fernsehserie, Folge 3x06)
- 2009–2011: Notruf Hafenkante (Fernsehserie, 45 Folgen)
- 2011: Fahr zur Hölle
- 2011, 2015: Alarm für Cobra 11 – Die Autobahnpolizei (Fernsehserie, Folgen 29x04, 37x04)
- 2012: SOKO Stuttgart (Fernsehserie, Folge 4x13)
- 2013: A Farewell to Fools
- 2016–2017: Alles was zählt (Soap, 7 Folgen)
- 2019: Tal der Skorpione
- 2021: Heldt (Fernsehserie, Folge 8x11)
- 2021: Kreuzfahrt ins Glück: Hochzeitsreise in die Toskana (Fernsehreihe)
- 2023: Die letzte Hexe (Kurzfilm)